# Selo pri Žirovnici
Selo pri Žirovnici je naselje v Občini Žirovnica.
Je ena izmed približno stotih vasi v Sloveniji, ki jim je skupno ime Selo, Sela ali Sele. Selu pri Žirovnici  daje značilno podobo cerkev sv. Kancijana. Stranski oltar v cerkvi je pozvečen sv. Antonu Puščavniku z ljudskim imenom Anton Kračman, ki je zavetnik živinorejcev in mesarjev. Na praznik sv. Antona, 17. januarja, so kmetje nekoč v cerkev prinašali krače in klobase ter se svetniku priporočali za zdravje pri reji prašičev. Prinesene dobrote je ključar prodal na licitaciji, neprodane pa razdelil revežem.
Imenitnejša zgradba v vasi, danes je gostilna Oswald, ki je bila zgrajena sredi 19. stoletja. Gostišče z dolgoletno tradicijo je v preteklosti zamenjalo več imen: Pri Kuntu, Pri Kunaverju, Pri Jegliču, v povojnem času se je imenovalo celo hotel Zelenica. Ob gostilni je stal hlev za konje furmanov, ki so potovali skozi Selo in prenočevali v sobah nad hlevom. Gostišče z lepim vrtom in pogledom na Stol je bilo privlačno za turiste.
Na Selu pri Petrovcu, je bil doma prevajalec in duhovnik Jožef Žemlja (1805–1843), sodelavec Kranjske čbelice.